# Néolithe
 (juillet 2023).
Néolithe est une start-up française créée en janvier 2019, spécialisée dans la fabrication d’unités de traitement des déchets non-recyclables par fossilisation accélérée, appelées des fossilisateurs. Elle est basée à Chalonnes-sur-Loire dans le Maine-et-Loire.

## Historique

### Le processus de la fossilisation accélérée
William Cruaud Sr, tailleur de pierre pendant 40 ans, a l’idée de la fossilisation pour traiter des déchets,. Son fils, l’ingénieur Nicolas Cruaud, décide alors de poursuivre son idée lors de son projet d’études avec pour objectif de trouver le moyen d’accélérer la fossilisation. En 2018, ils rencontrent Clément Bénassy qui vient de finir son cursus à l’école d’ingénieur AgroParisTech.

### Création de la société
En janvier 2019, Nicolas Cruaud, son père William Cruaud Sr et Clément Bénassy cofondent Néolithe dans le but de traiter industriellement des déchets industriels non-recyclés et les transformer en granulat afin de les utiliser en substitution des granulats naturels dans le BTP, ou encore pour la construction et des infrastructures routières,. La même année, Néolithe est intégrée à l’incubateur X-up de l’École polytechnique.
En mars 2020, l’entreprise fait une première levée de fonds de 500 000 euros. Son site pilote est à Chalonnes-sur-Loire, près d’Angers.
En avril 2021, une deuxième levée de fonds de 2,5 millions d’euros est effectuée,.
En juin 2022, l'entreprise fait une troisième levée de fonds de 20 millions d’euros. Avec cette somme, elle lance la construction de son premier site de production à Beaulieu-sur-Layon qui devrait être opérationnel fin 2023, et de créer des fossilisateurs à destination de ses clients issus du BTP et de l’industrie du recyclage,.
En mars 2023, elle livre son premier fossilisateur à la société de travaux publics "Courant" (Avrillé) et a 120 salariés,.

## Activités et processus
Néolithe fabrique des pierres avec des déchets non-recyclés destinés jusqu'à présent à l’enfouissement ou à l’incinération. Elle a inventé et fait breveter le « Fossilisateur », une unité industrielle qui utilise une méthode spécifique de transformation de ces déchets.
Ce procédé commence par le broyage très fin des déchets[réf. souhaitée]. Ceux-ci sont alors mixés à de l’eau et à un liant minéral. Ce mélange devient une pâte minérale qui est ensuite façonnée en granulats qui peuvent, par exemple, être intégrés dans le béton non structurel.

## Prix et reconnaissances
- Mai 2019 : lauréate du “Next Startupper Challenge” du Viva Technology[18].
- Novembre 2019 : Lauréate du prix Pépite du ministère de l’Enseignement supérieur, de la Recherche et de l’Innovation, et le prix Jean-Louis Gerondeau-Safran de l’école polytechnique[19],[20].

- Mars 2023 :  prix de l’Ecoresponsabilité lors du salon Global Industries de Lyon[21],[22].
- Nicolas Cruaud et Clément Bénassy font partie du classement 2023 des trente meilleurs jeunes dirigeants européens de Forbes dans la catégorie Manufacturing & Industry[23].
- En 2023, elle fait partie des "100 start-up où investir” selon le magazine Challenges[24].